# 5679 (année hébraïque)
5679 (hébreu : ה'תרע"ט , abbr. : תרע"ט) est une année hébraïque qui a commencé à la veille au soir du 7 septembre 1918 et s'est finie le 24 septembre 1919. Cette année a compté 383 jours. Ce fut une année embolismique dans le cycle métonique, avec deux mois de Adar - Adar I et Adar II. Ce fut la seconde année depuis la dernière année de chemitta.

## Calendrier
Ce calendrier hébraïque de l'année 5679 donne les correspondances avec les dates du calendrier grégorien.
Le premier nombre dans chaque case correspond au jour du mois hébraïque. Les jours en couleurs sont des jours remarquables juifs .
| ◄◄ | 5679 | ►► |

## Naissances
- Chaim Herzog
- Henryk Szeryng

## Décès
- Rosa Luxemburg
- Kurt Eisner

5674 - 5675 - 5676 - 5677 - 5678 - 5679 - 5680 - 5681 - 5682 - 5683 - 5684